# The Heart of Justice
The Heart of Justice, comercializado no Brasil, em DVD, como O Coração da Justiça, é um filme estadunidense para TV de 1993, dirigido pelo brasileiro Bruno Barreto.

## Sinopse
Conta a historia de Candido, um monge que testemunha um assassinato. Ele se sente obrigado a fazer justiça e deixa o mosteiro para procurar o assassino, porém é obrigado a se calar por um dos outros monges do mosteiro que persegue-o por ter também envolvimento com o caso.
Candido conhece Elisa, irmã da vitima, que o ajuda no caso, e eles  se apaixonam e fogem. Candido se reencontra com sua mãe e denuncia o assassino.

## Elenco
- Vincent Price
- Dennis Hopper
- Paul Teschke
- Arthur Eckdahl
- Dermot Mulroney
- Keith Reddin
- Eric Stoltz
- Harris Yulin
- Ross Leon
- John Capodice
- Katherine LaNasa
- William H. Macy
- Bradford Dillman
- Jennifer Connelly
- Gail Neely
- Felicity Huffman
- Hawthorne James
- Joanna Miles
- Richard Minchenberg
- Theresa Bell
- James W. Adams
- Dorothy Dorian James